# Schynaider Moura
Schynaider Moura (Teresina, 15 de julho de 1988), conhecida artisticamente como Schynaider, é uma modelo brasileira. Vencedora do concurso Elite Model Look de 2001 no Brasil, ficou em quarto lugar na final mundial em Nice, na França, disputada por garotas de 59 países.
Filha de Manoel Rodrigues de Sousa e Maria das Graças Rodrigues de Moura e Sousa, Schynaider é a mais nova de uma família de cinco irmãos. Foi casada com o empresário Mário Bernardo Garnero, com quem tem três filhas, Anne Marie, Elle-Marie e Gioe Marie. A família viveu em Nova York por doze anos e atualmente mora na cidade de São Paulo.
Atualmente, a modelo namora João Guilherme Silva, filho do apresentador Fausto Silva. 
Schynaider faz parte do time da Mega Model.